# أبو عموري (قرية)
قرية أبو عموري هي إحدى القرى التابعة لمركز نجع حمادى في محافظة قنا في جمهورية مصر العربية. حسب إحصاءات سنة 2006، بلغ إجمالي السكان في أبو عموري 13169 نسمة، منهم 6743 رجل و6426 امرأة.